# ベン・マイ・クリー (水上機母艦)
|          |                                                           |                                  |
| 艦歴     |                                                           |                                  |
| 起工     | 1907年                                                    | 1907年                           |
| 進水     | 1908年                                                    | 1908年                           |
| 竣工     | 1908年8月8日（海峡連絡船として）                          | 1908年8月8日（海峡連絡船として） |
| 借り上げ | 1915年1月1日                                              | 1915年1月1日                     |
| 就役     | 1915年                                                    | 1915年                           |
| 戦没     | 1917年カステロリゾ島沖にて撃沈。                          | 1917年カステロリゾ島沖にて撃沈。 |
| その後   | 1921年残骸を回収。                                        | 1921年残骸を回収。               |
| 性能諸元 |                                                           |                                  |
| 排水量   | 常備                                                      | 3,880t                           |
| 全長     | 118 m（390 ft）                                           | 118 m（390 ft）                  |
| 水線長   | 114 m（375 ft）                                           | 114 m（375 ft）                  |
| 全幅     | 14 m（46 ft）                                             | 14 m（46 ft）                    |
| 吃水     | 5.5 m（18 ft）                                            | 5.5 m（18 ft）                   |
| 機関     | 形式不明石炭専焼水管缶4基 +形式不明直結タービン3基3軸推進 |                                  |
| 最大出力 | 14,500shp（10Mw）                                         | 14,500shp（10Mw）                |
| 最大速力 | 24.5ノット                                                | 24.5ノット                       |
| 燃料     | 石炭：552トン 航空燃料：-トン                             |                                  |
| 乗員     | 250名                                                     | 250名                            |
| 武装     | 12ポンド：7.62cm（40口径）単装速射砲                      | 4門                              |
| 武装     | 3ポンド砲                                                 | 2門                              |
| 武装     | 1916年改装                                                |                                  |
| 武装     | 12ポンド砲                                                | 5門                              |
| 武装     | 3ポンド砲                                                 | 3門                              |
| 武装     | 2ポンド ポンポン砲                                        | 1門                              |
| 搭載機   | 水上機：最大6機、通常4機                                  | 水上機：最大6機、通常4機         |

ベン・マイ・クリー (HMS Ben-my-Chree) はイギリス海軍の水上機母艦。フェリーから改装された艦である。艦名はマン島語でLady of My Heart（我が心の淑女）を意味する。

## 艦歴
1908年、乗客2,500人を2つのクラスにて運ぶフェリーとして進水し、マン島航路で運用された。第一次世界大戦の勃発に伴い、1915年1月1日にイギリス政府によって借り上げられ、水上機母艦に改装された。後部に格納庫及び水上機の揚収用クレーンが設けられ、発進には前方を用い、整備設備も追加された。
当初はハリッジを母港とし、ベルギー沿岸で活動した。3月3日、ソッピース・シュナイダーによるドイツ沿岸の空襲を試みたのが、初の実戦であった。但し、濃霧のためこの空襲自体は中止された。5月6日、駆逐艦「レノックス」と衝突したが、損傷は軽微であった。5月11日には、再度の空襲を試みるが果たせず、さらに飛行船を発見して迎撃を試みたが、エンジン不良によりこちらにも失敗した。
5月末、搭載機を砲撃観測に用いるため、ダーダネルス海峡へ向けて出港した。8月12日、搭載機ショート 184による14インチ航空魚雷の使用により、史上初の搭載機による艦艇攻撃を果たした。この時目標となった艦は、既にE級潜水艦「E14」による雷撃を受け、座礁していたものであったが、17日には航行中の船舶に対する雷撃を行い、成功させている。

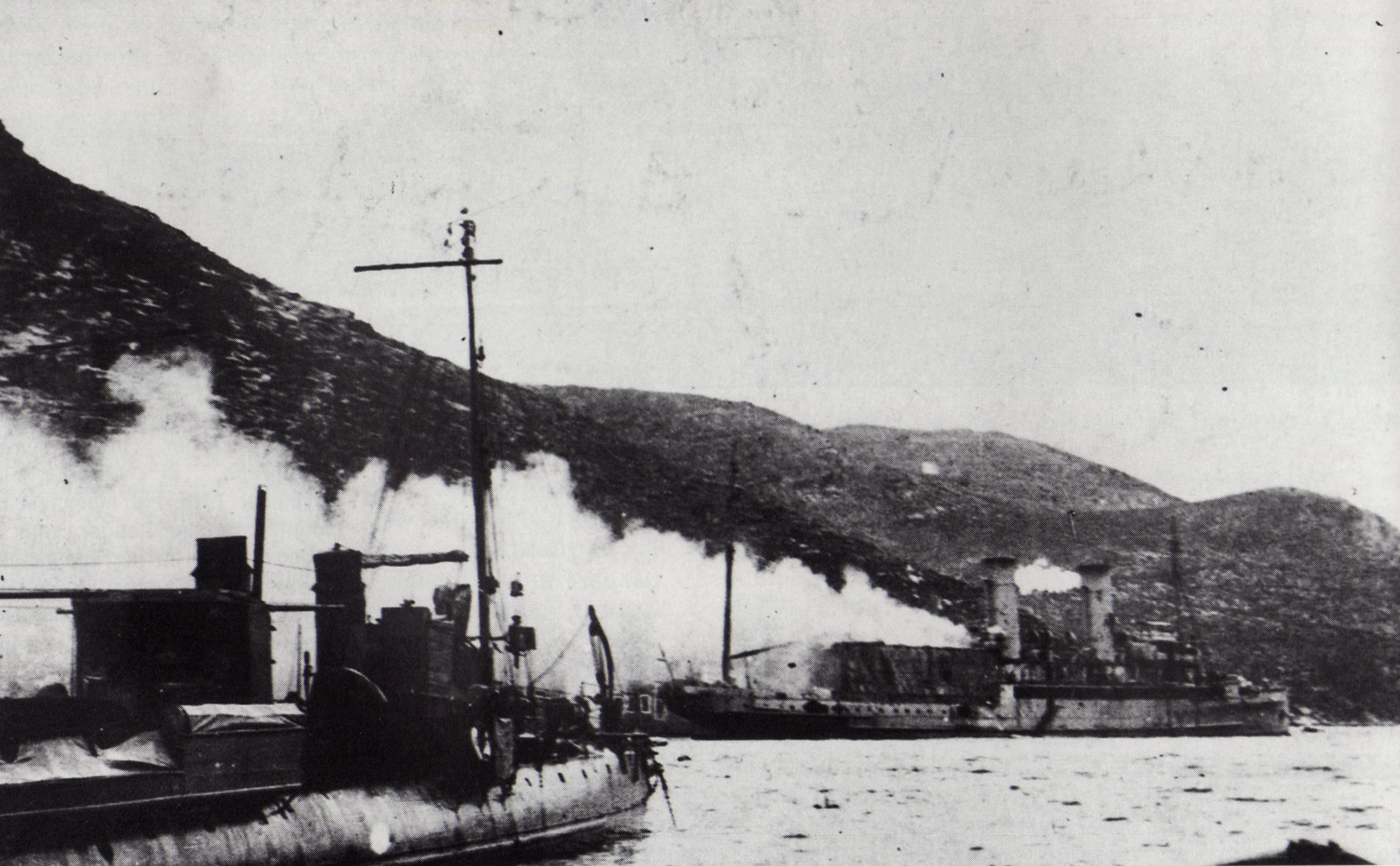
トルコ軍からの砲撃により炎上する「ベン・マイ・クリー」

ガリポリの戦いの終息と共に、ポートサイドに移動したが、2月11日、同地で蒸気船「ウガンダ」と衝突し船首に損傷を受け応急修理を余儀なくされた。3月13日から4月26日にかけてドック入りし、本格的な修理が行われた。その後数ヶ月にわたりポートサイド及びアデンを根拠地として観測、偵察、空襲に従事した。
1917年1月11日、ドデカネス諸島のカステロリゾ島沖に停泊中、トルコ軍の陸上砲台からの砲撃によって撃沈された。残骸は、1921年に引き上げられた。